# ТЕЦ BGPAT 1, 2, 3
14°41′36″ пн. ш. 100°27′39″ сх. д. / 14.69333° пн. ш. 100.46083° сх. д.
ТЕЦ BGPAT 1, 2, 3 — теплоелектроцентраль на сході тайської провінції Ангтхонг.
В 2016-му на майданчику станції став до ладу парогазовий блок комбінованого циклу BGPAT1 потужністю 123 МВт, в якому дві газові турбіни живлять через відповідну кількість котлів-утилізаторів одну парову турбіну. Також блок постачає технологічну пару в обсягах 55 тонн на годину (можливо відзначити, що на сусідньому майданчику знаходиться завод Siam Parboiled Rice).
На 2023 рік заплановане введення в експлуатацію ще двох парогазових блоків BGPAT2 та BGPAT3 потужністю по 140 МВт, які матимуть таку саме схему — дві газові турбіни, що живлять через котли-утилізатори одну парову турбіну. Кожен з блоків постачатиме технологічну пару в обсягах 30 тонн на годину.
Відповідно до запровадженої в Таїланді програми сприяння малим ТЕЦ, кожен блок отримав 25-річний контракт на викуп 90 МВт потужності державною електроенергетичною компанією Electric Generating Authority of Thailand (EGAT).
Як паливо станція використовує природний газ (через провінцію Ангтхонг проходить газопровід Вангной – Накхонсаван).
Безпосередніми власниками блоків є компанії B.Grimm Power (Angthong) 1, B.Grimm Power (Angthong) 2, B.Grimm Power (Angthong) 3, учасниками яких є тайський конгломерат B.Grimm Group та сінгапурська компанія Redman Pacific Holding із частками 70 % та 30 % відповідно.